# Wojska powietrznodesantowe

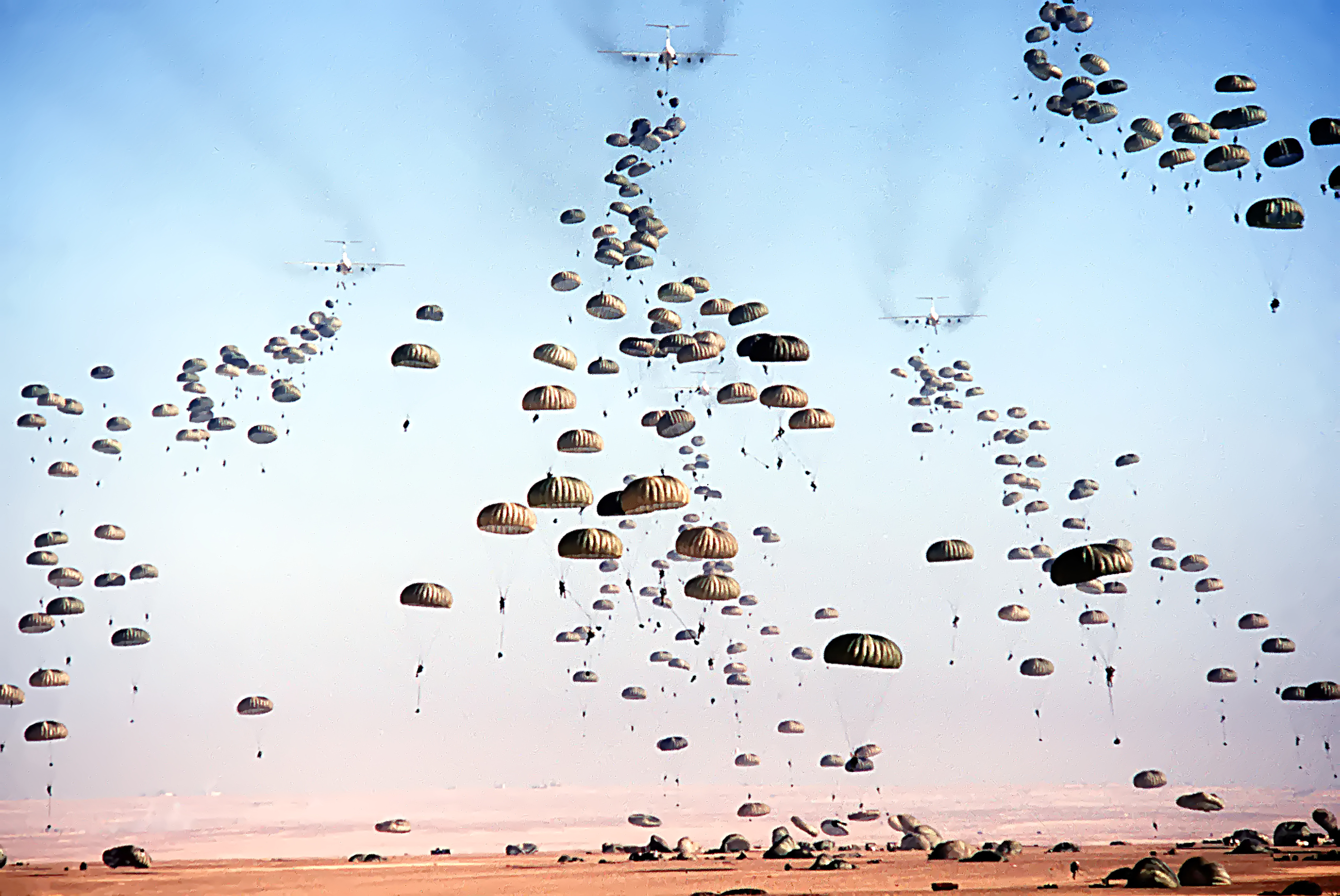
Desant spadochroniarzy. 1 listopada 1981

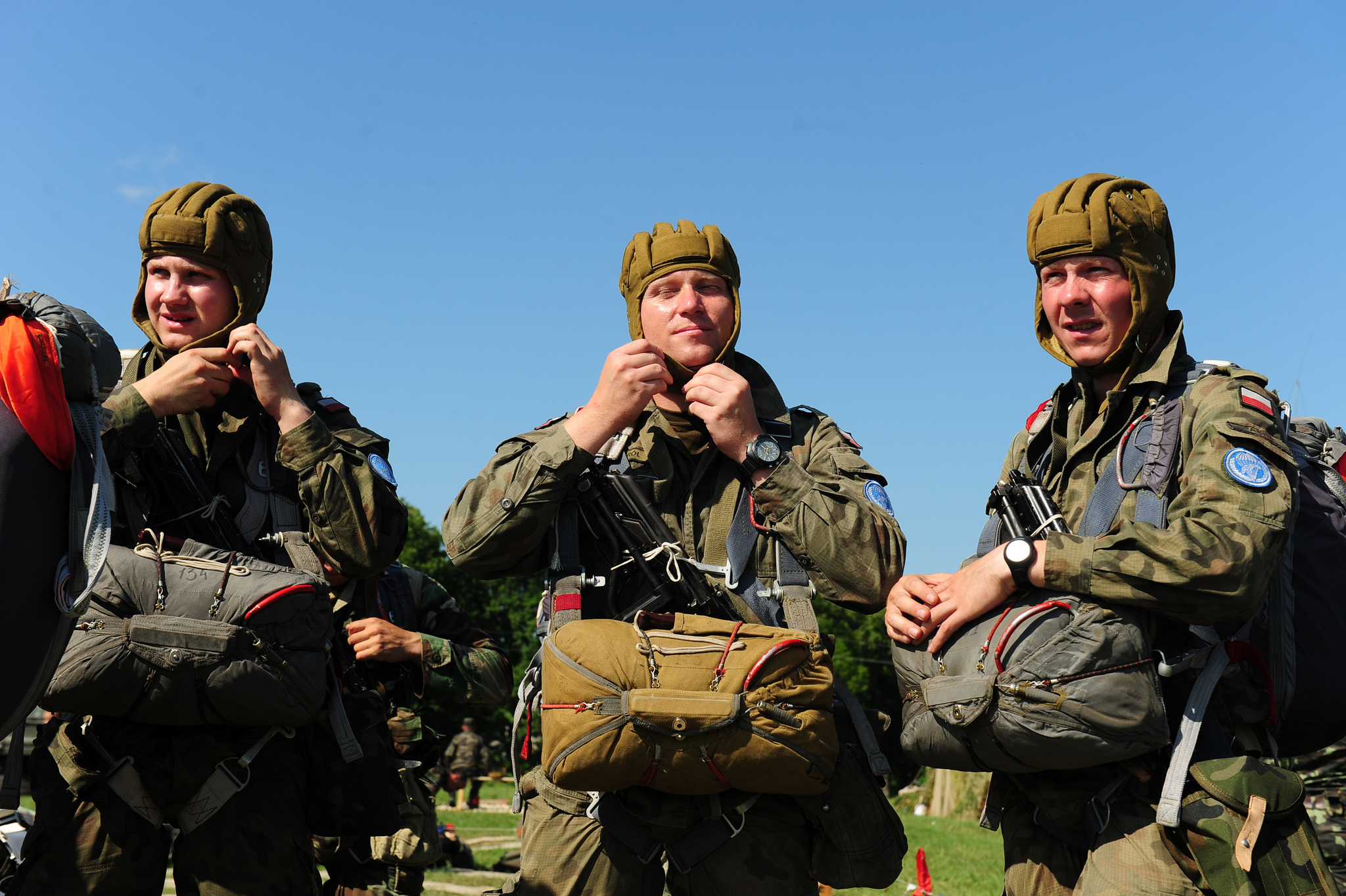
Spadochroniarze 6 bpd w pełnym oporządzeniu podczas ćwiczeń NATO Rapid Trident 2013

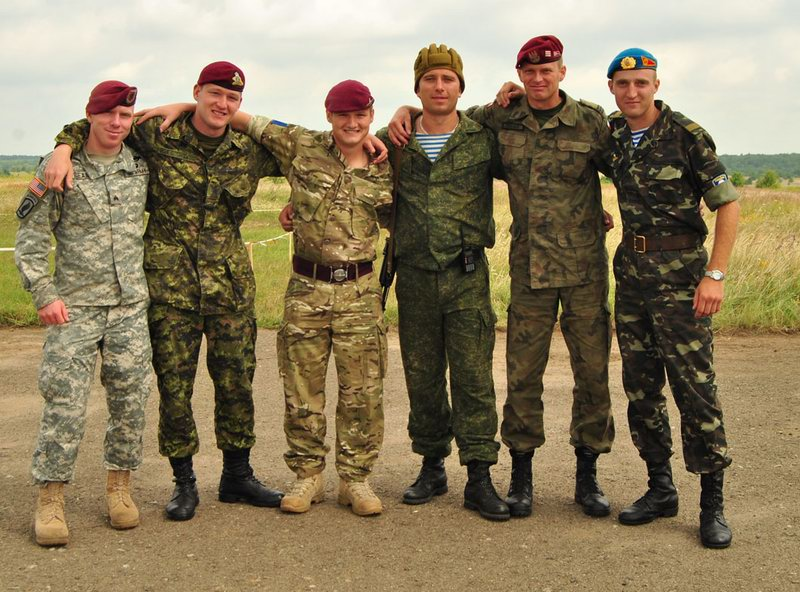
Współcześni żołnierze wojsk powietrznodesantowych z różnych państw. Rapid Trident 2011

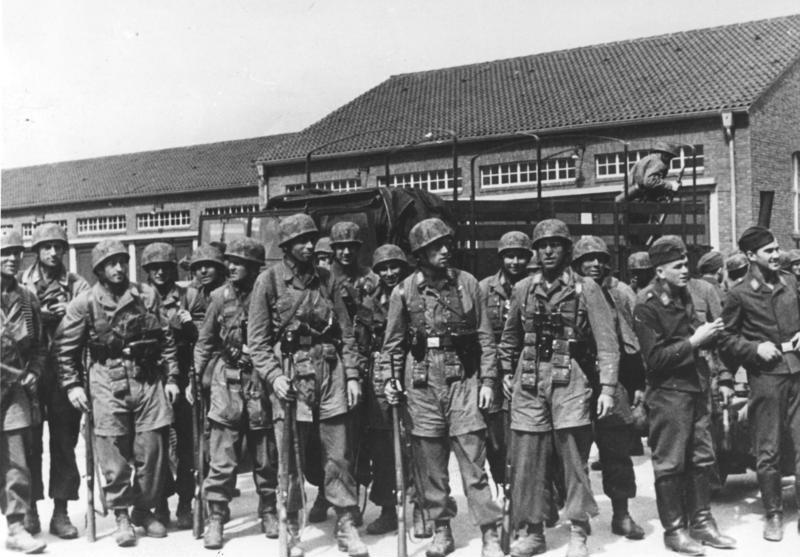
Sturmgruppe „Koch” – zdobywcy twierdzy Eben-Emael

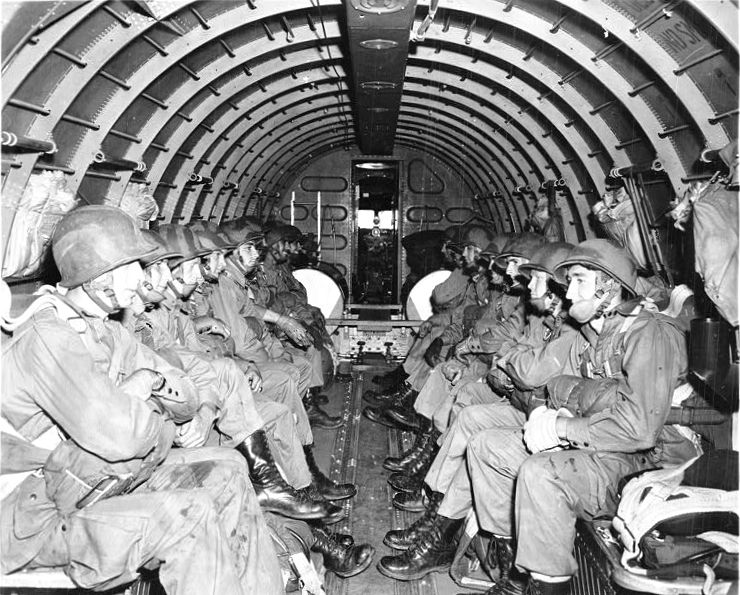
Amerykańscy spadochroniarze przed skokiem. 6 czerwca 1944

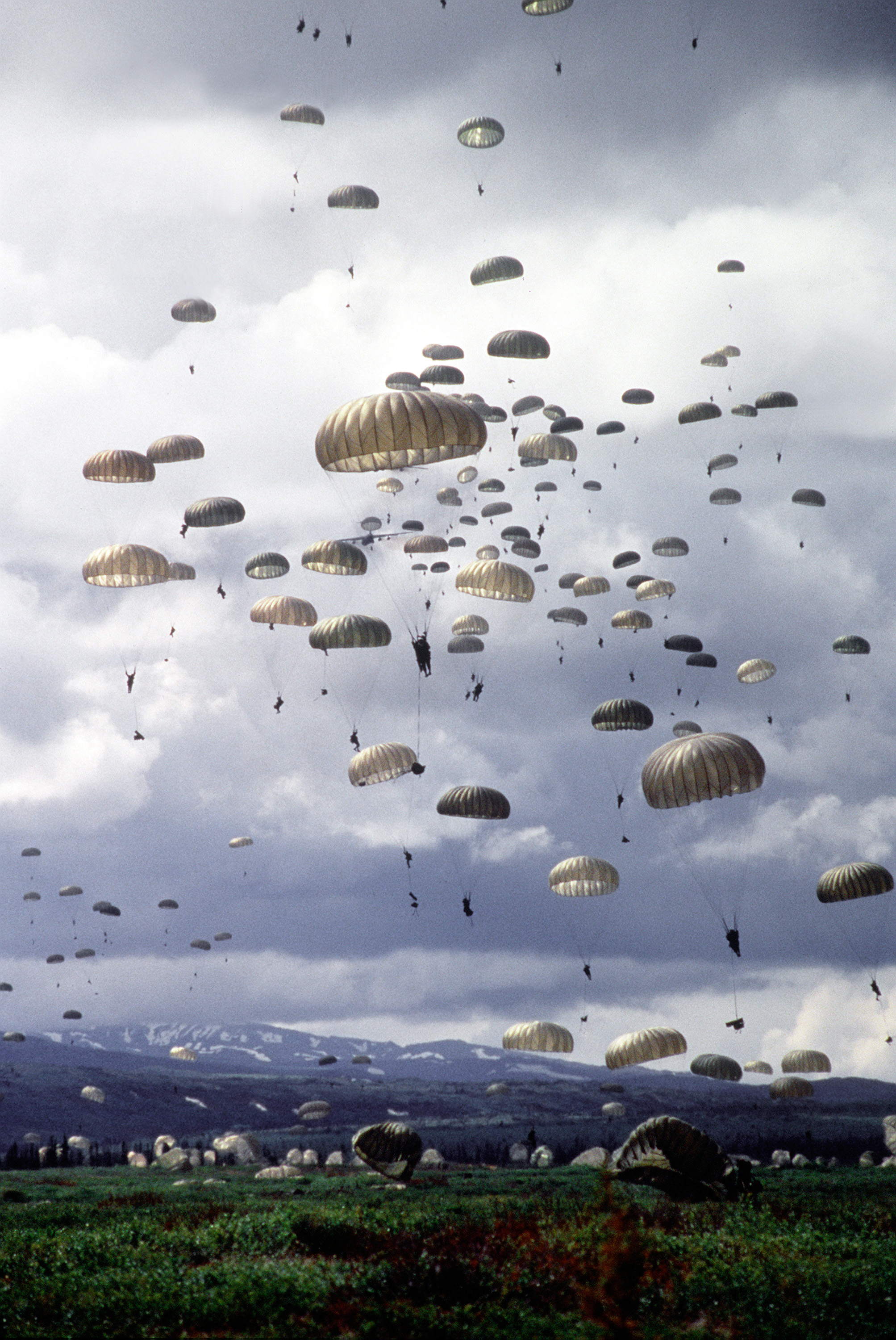
Ćwiczenia spadochroniarzy

Wojska powietrznodesantowe (pot. wojska spadochronowe, spadochroniarze) – rodzaj wojsk przystosowany do przeprowadzania desantu z powietrza.

## Historia

### I wojna światowa – geneza
Koncepcja użycia spadochronu jako środka do przerzutu własnych wojsk na teren nieprzyjaciela pojawiła się już w czasie I wojny światowej. Wtedy to przeprowadzono pierwsze akcje przerzucania małych grup dywersyjnych na teren nieprzyjaciela. Takie akcje dawały przede wszystkim efekt psychologiczny, pokazywały wrogom, że nie mogą czuć się bezpiecznie nawet na tyłach frontu.
Pod wpływem takich akcji powstał aliancki projekt zrzucenia na spadochronach na tyły armii niemieckich w rejonie Metz całej 1 Dywizji Piechoty. Autorem tego projektu był dowódca Sił Powietrznych USA we Francji, gen. William Mitchell. Operację zaplanowano na rok 1919, nie doszła więc do skutku z powodu zakończenia wojny w listopadzie 1918 roku. Jednak wiele przemawia za tym, że możliwości lotnictwa z tego okresu wykluczały możliwość przerzucenia tak dużej jednostki jak dywizja (planowano użycie aż 2000 samolotów).

### Okres międzywojenny – rozwój wojsk powietrznodesantowych
Po zakończeniu I wojny światowej państwa europejskie rozpoczęły badania nad wojskowym użyciem spadochronu. Szczególny rozwój tego typu wojsk nastąpił w ZSRR, który uznawany jest za kolebkę obecnych wojsk powietrznodesantowych.
Twórcą wojsk powietrznodesantowych w Armii Czerwonej był Michaił Tuchaczewski, któremu powierzono jej ukształtowanie w ten sposób, aby mogła odeprzeć atak każdego wroga jak i przeprowadzić operację ofensywną przeciw każdemu państwu zgodnie z wolą partii planującą rozszerzyć swe wpływy na kraje sąsiednie, a taki typ wojsk mógł zapewnić powodzenie tym planom i przynieść zwycięstwo.
Prawdziwym przełomem w rozwoju wojsk powietrznodesantowych były radzieckie manewry wojskowe na poligonie pod Kijowem w roku 1935. Zaproszono na nie wielu wysokich oficerów obcych armii (m.in. Francji, Wielkiej Brytanii, Włoch i Niemiec). Podczas tych manewrów dokonano desantu 1200 żołnierzy z samolotów TB-3 z jednostek oddalonych o ponad 600 km. Następnie zabezpieczyli oni teren dla lądujących samolotów transportowych, które przewiozły kolejnych 2500 żołnierzy piechoty powietrznej. Następnie przystąpiono do zadania, którym było natarcie na Kijów. Pokaz ten wywarł niesamowite wrażenie na zagranicznych obserwatorach i przyspieszył rozwój wojsk powietrznodesantowych w innych krajach.
Po radzieckim pokazie, Niemcy najszybciej z państw europejskich rozpoczęli organizowanie swoich jednostek powietrznodesantowych. Do roku 1939 utworzono 7 Dywizję Lotniczą liczącą dwa pułki spadochronowe (w tym jeden w trakcie tworzenia) oraz 22 Dywizję Piechoty (piechota powietrzna). Ponadto swoje oddziały powietrznodesantowe zaczęły organizować takie kraje jak Francja, Włochy czy Polska.
Wraz z organizowaniem pierwszych jednostek powietrznodesantowych pojawiły się dwie koncepcje ich użycia. Pierwsza zakładała wykorzystanie spadochroniarzy do celów dywersyjnych. Natomiast druga widziała użycie wojsk powietrznodesantowych jako części składowej większej operacji morsko-lądowo-powietrznej. Koncepcję pierwszą przyjęły takie państwa jak Francja, Polska, a także Luftwaffe. Natomiast drugą – ZSRR i niemieckie wojska lądowe. 
W czasie bitwy nad Chałchin-Goł dowództwo Armii Czerwonej użyło 212 Brygady Powietrznodesantowej przeciw armii japońskiej jak typowego pododdziału piechoty wspieranego bronią pancerną.

### II wojna światowa
Czystki w Armii Czerwonej w latach 1937–1938 miały wpływ na utratę przez ZSRR pozycji lidera jeśli chodzi o rozwój wojsk powietrznodesantowych. W okresie II wojny światowej czołówkę państw których armie przeprowadzały operacje powietrznodesantowe stanowiły Niemcy, Stany Zjednoczone i Wielka Brytania.
W początkowym okresie II wojny światowej niemieccy spadochroniarze mieli istotny udział w szybkich postępach wojsk niemieckich w 1940. Zajęli mosty i lotniska w Danii, Norwegii i Holandii. Ponadto oddział szybowcowy Luftlandesturmregiment zdobył słynną belgijską twierdzę Eben-Emael.
Sukcesy Fallschirmjägerów spowodowały szybką rozbudowę podobnych oddziałów w Wielkiej Brytanii i USA.
W roku 1941 Niemcy przeprowadzili wielką operację powietrznodesantową zdobycia Krety. Mimo dużych strat, operacja Merkury zakończyła się sukcesem. Jednakże była to ostatnia akcja powietrznodesantowa na tak wielką skalę, potem niemieckie jednostki spadochronowe walczyły głównie jako zwykła piechota. Po operacji Adolf Hitler miał powiedzieć do Kurta Studenta: Kreta ukazała, że czasy spadochroniarzy się skończyły.
Do najbardziej znanych operacji powietrznodesantowych II wojny światowej można zaliczyć:
- zdobycie fortu Eben-Emael – 1940 (Niemcy);
- Operacja Merkury – 1941 (Niemcy);
- odbicie Mussoliniego – 1943 (Niemcy)[11];
- powietrznodesantowa część lądowania w Normandii – 1944 (Amerykanie i Brytyjczycy);
- operacja Market Garden – 1944 (Amerykanie, Brytyjczycy, Polacy);
- operacja Varsity – 1945 (Amerykanie, Brytyjczycy, Kanadyjczycy).

Rozbudowane oddziały radzieckie nie przeprowadziły żadnej spektakularnej akcji, ale przez całą wojnę niewielkimi oddziałami wspierały partyzantów.
II wojna światowa wykazała zarówno przydatność, jak i wady wojsk powietrznodesantowych. Pośród tych drugich największe znaczenie miały trudności z dostarczaniem zrzuconym oddziałom ciężkiej broni. W związku z tym opracowano nowe bronie i pojazdy przeznaczone przede wszystkim dla wojsk powietrznodesantowych (np. czołg M22 Locust). Ponadto do transportu ciężkiego sprzętu powszechnie stosowano szybowce transportowe.

### Okres powojenny
Po wojnie wszystkie armie dbały o rozwój wojsk spadochronowych. Z reguły były to najlepiej wyszkolone oddziały wojsk całego świata i dlatego w latach 1945–2000 spadochroniarze uczestniczyli w większości wojen (m.in. wojna w Korei, wojny w Wietnamie, wojna w Afganistanie). Pełnili oni funkcję oddziałów szybkiego reagowania, przybywając jako pierwsi w rejon wielu konfliktów (np. w Egipcie (1956), w Katandze, na Grenadzie).
W latach 50. XX wieku rozpoczęła się rewolucja polegająca na masowym wykorzystaniu śmigłowców, które stały się jednym z głównych środków transportu oddziałów powietrznodesantowych, znacząco zmieniając sposób działania (mogli zostać nie tylko dostarczeni na front z powietrza, ale i w ten sam sposób wycofani). W okresie powojennym udało się zapewnić spadochroniarzom nasycenie sprzętem ciężkim. Sowieci skonstruowali bojowe wozy desantowe (BMD-1), a Amerykanie wyprodukowali dla wojsk powietrznodesantowych czołgi lekkie (np. M551 Sheridan). Opracowano też metody zrzucania pojazdów pancernych na spadochronach lub przenoszenia ich śmigłowcami. Uzbrojenie spadochroniarzy poprawiło wydatnie pojawienie się PPK oraz przenośnych wyrzutni rakiet przeciwlotniczych, takich jak Strieła czy FIM-92 Stinger.

## Wojska powietrznodesantowe w Polsce

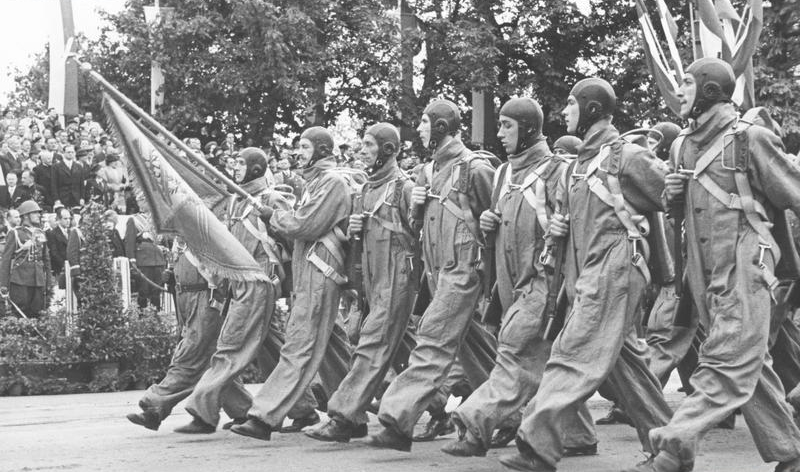
Spadochroniarze WOS podczas defilady w 1939 roku

5 września 1937 w okolicach Wieliszewa koło Legionowa odbył się pierwszy w Polsce grupowy desant spadochronowy. Na początek 1940 było zaplanowane utworzenie pierwszego polskiego batalionu spadochronowo-dywersyjnego. W maju 1939 roku na lotnisku w Bydgoszczy utworzono pierwszy (i jedyny) w kraju Wojskowy Ośrodek Spadochronowy (WOS), w celu kształcenia kandydatów do jednostek powietrznodesantowych. 1 września 1939 żołnierze WOS w Małaszewiczach uczestniczyli w akcji ratowania zbombardowanego przez Niemców sprzętu oraz udzielali pomocy rannym. Druga grupa żołnierzy WOS, która pozostała w Bydgoszczy, 2 września 1939 wyruszyła koleją na wschód. W okolicy Inowrocławia pociąg zaatakowały samoloty Luftwaffe, a część oddziału w połowie września dotarła do przedmościa rumuńskiego. Żołnierze bydgoskiego WOS przedostali się na zachód Europy i uczestniczyli w formowaniu 1 Samodzielnej Brygady Spadochronowej (9 października 1941) oraz byli instruktorami w angielskiej „Central Landing School” w Ringway koło Manchesteru (pierwszym jej komendantem był por. Jerzy Górecki z WOS).
1 Samodzielna Brygada Spadochronowa wzięła udział w operacji Market Garden. Następnie wchodziła w skład wojsk okupacyjnych, a ostatecznie w połowie 1947 roku została rozformowana.
Po wojnie pierwszą tego typu jednostkę wojskową utworzono dopiero w 1957. Była nią 6 Pomorska Dywizja Powietrznodesantowa w Krakowie, której żołnierze jako pierwsi założyli bordowe berety. W latach 80. XX w. dywizję przeformowano w brygadę, a następnie na jej bazie w 1989 utworzono 6 Pomorską Brygadę Desantowo-Szturmową, a dwa lata później 6 Brygadę Desantowo-Szturmową. Od 2010 6 brygada i jej pododdziały ponownie mają nazwę jednostek powietrznodesantowych.
Równolegle w 1961 roku sformowano JW 4101, w latach 1964–1993 używającą nazwy 1 Samodzielny Batalion Szturmowy. Był on podporządkowany Oddziałowi Rozpoznania (Oddziałowi Koordynacji Rozpoznania) Zarządu II SG WP. JW 4101 była główną jednostką komandosów w PRL. Obecnie JW 4101 działa pod nazwą Jednostka Wojskowa Komandosów.